# 小野宿

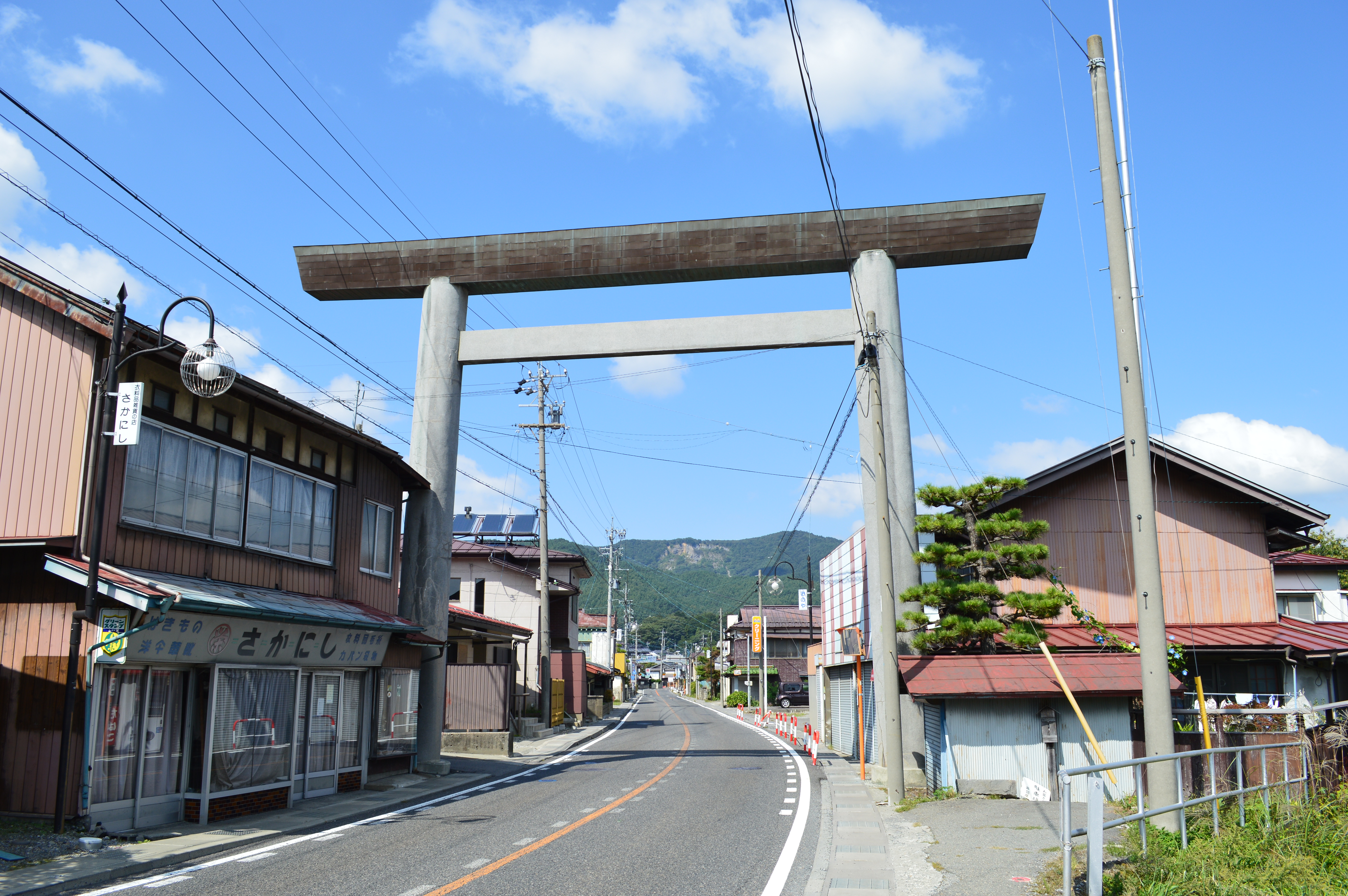
小野神社・矢彦神社大鳥居

小野宿（おのじゅく）は、長野県上伊那郡辰野町と塩尻市にまたがる初期中山道、三州街道の宿場町。

## 概要

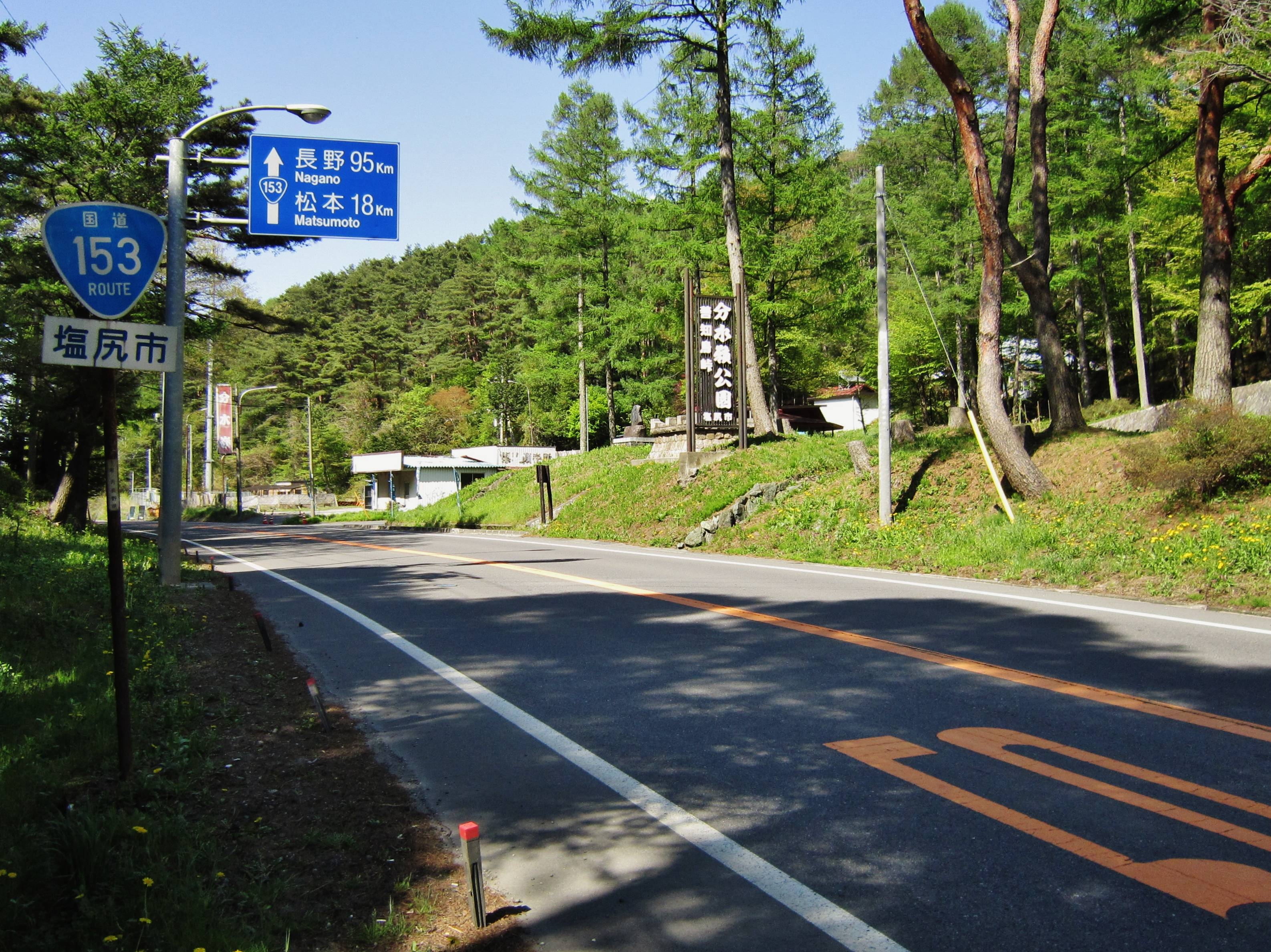
善知鳥峠

小野宿のある小野地区は古くから松本・諏訪地方と伊那谷との境界であり、天正19年（1591年）の松本城主石川数正と飯田城主毛利秀頼による領地争いの際に、豊臣秀吉の裁定により、盆地を流れる唐沢川を境に筑摩郡の北小野村と伊那郡の南小野村に分割され（『小野家文書』）、江戸時代後期には共に天領となったが（北小野村は松本藩預地、南小野村は旗本千村氏預地）、現在も辰野町小野（伊那郡）と塩尻市北小野（筑摩郡）に分かれたままである。
小野宿は、江戸幕府開闢の際、大久保長安によって下諏訪宿から岡谷市川岸を経て小野峠を越えて辰野町小野に至り、西の牛首峠を越えて贄川宿に通じる、いわゆる初期中山道が開鑿され、宿場も開かれた。また、南北に通じる三州街道は、北の善知鳥峠を越えて塩尻宿、南は川沿いに下って宮木宿へと続いていた。このように両街道の交点として宿場は栄えたが、初期中山道は十数年で小野宿を迂回する塩尻宿経由のルートに変更された。その後は三州街道の小野宿として、明治まで続いた。伝馬は南行きの荷継ぎは北小野村が、北行きの荷継ぎは南小野村が分担して担当した。
現在見られる町並みは、幕末の大火後に建築された建造物で構成されているが、特に長野県宝である旧小野家住宅（小野宿問屋）に代表される本棟造りをはじめとする、間口の広い重厚な造りの家々が軒を連ねている付近は、江戸時代の風情を非常に良くとどめている。また、大火後に松本・諏訪・上伊那各地域の職人が集められて一斉に再建されたことから、各地区の特徴を持つ建築を見ることができる。
また、塩尻市・辰野町の行政界付近には国道153号をまたぐ大鳥居がある。

## その他
北小野地区にある信濃国二之宮小野神社・矢彦神社も両小野分割時に小野神社が北、矢彦神社が南に分割されており、矢彦神社は辰野町の飛び地となっている。

## 周辺
- 矢彦・小野神社社叢（県指定天然記念物）
- 矢彦神社(5棟)(県宝)
- 旧小野家住宅（小野宿問屋）（県宝） ‐ 蓮実重彦の母方の実家
- 小野のシダレグリ自生地（国の天然記念物）
- しだれ栗森林公園
- 初期中山道と一里塚(町指定史跡)
- 塩尻市立古田晁記念館（生家跡、1996年開館）

## アクセス
公共交通機関
JR中央本線（辰野支線）小野駅にて下車。
自家用自動車
中央自動車道・伊北インターチェンジより車で30分。
長野自動車道・塩尻インターチェンジより車で30分。

## 隣の宿
三州街道
塩尻宿 - 小野宿 - 宮木宿